# Château de la Motte (Joué-du-Plain)
Pour les articles homonymes, voir Château de la Motte.
 (octobre 2022).
La mise en forme du texte ne suit pas les recommandations de Wikipédia : il faut le « wikifier ».
Les points d'amélioration suivants sont les cas les plus fréquents. Le détail des points à revoir est peut-être précisé sur la page de discussion.
- Les titres sont pré-formatés par le logiciel. Ils ne sont ni en capitales, ni en gras.
- Le texte ne doit pas être écrit en capitales (les noms de famille non plus), ni en gras, ni en italique, ni en « petit »…
- Le gras n'est utilisé que pour surligner le titre de l'article dans l'introduction, une seule fois.
- L'italique est rarement utilisé : mots en langue étrangère, titres d'œuvres, noms de bateaux, etc.
- Les citations ne sont pas en italique mais en corps de texte normal. Elles sont entourées par des guillemets français : « et ».
- Les listes à puces sont à éviter, des paragraphes rédigés étant largement préférés. Les tableaux sont à réserver à la présentation de données structurées (résultats, etc.).
- Les appels de note de bas de page (petits chiffres en exposant, introduits par l'outil «  Source ») sont à placer entre la fin de phrase et le point final[comme ça].
- Les liens internes (vers d'autres articles de Wikipédia) sont à choisir avec parcimonie. Créez des liens vers des articles approfondissant le sujet. Les termes génériques sans rapport avec le sujet sont à éviter, ainsi que les répétitions de liens vers un même terme.
- Les liens externes sont à placer uniquement dans une section « Liens externes », à la fin de l'article. Ces liens sont à choisir avec parcimonie suivant les règles définies. Si un lien sert de source à l'article, son insertion dans le texte est à faire par les notes de bas de page.
- La présentation des références doit suivre les conventions bibliographiques. Il est recommandé d'utiliser les modèles {{Ouvrage}}, {{Chapitre}}, {{Article}}, {{Lien web}} et/ou {{Bibliographie}}. Le mode d'édition visuel peut mettre en forme automatiquement les références.
- Insérer une infobox (cadre d'informations à droite) n'est pas obligatoire pour parachever la mise en page.

Pour une aide détaillée, merci de consulter Aide:Wikification.
Si vous pensez que ces points ont été résolus, vous pouvez retirer ce bandeau et améliorer la mise en forme d'un autre article.
Le château de la Motte est situé sur la commune de Joué-du-Plain (Orne) au sud de la Normandie. D'architecture XVIIIe, il conserve quelques vestiges de son passé comme une motte castrale, une glacière, des douves, un belvédère ainsi que des dépendances du XVIIe siècle. De remarquables communs construits sous Louis XIV par les architectes de la place de la Concorde, originaires d'Argentan, protègent le nord du château.

## Histoire
L'histoire de ce château débute à l'époque viking où une motte castrale y est attestée. Il connut de nombreux épisodes, reflets de l'histoire de France, pour devenir le château des XVIIIe et XIXe siècles que l'on voit aujourd'hui. Les deux familles emblématiques qui possédèrent le site furent les Montgommery et les Ango. Son épisode le plus notable fut probablement son rôle en tant que centre de la Résistance pendant la Seconde Guerre mondiale.
Les châteaux normands établis de longue date, comme le château de la Motte, proviennent généralement d'une motte castrale construite au cours de la première période normande du Xe et XIe siècles. C'est la famille Ango qui a construit une grande partie du château de la Motte à la fin du XVIe et au début du XVIIIe siècle. Ils achetèrent le château d'origine aux descendants de Gabriel de Montgomery Ier (Montgomery). En 1559, Montgomery avait accidentellement tué le roi Henri II de France lors d'une joute.
Le château de la Motte se dresse au bout de la plus longue allée existante de Normandie (900 mètres). Elle relie la commune de Joué-du-Plain et le village d'Écouché et a fait l'objet d'un renouvellement total en 2017 avec l'appui de l'association de soutien du patrimoine local. L'ancienne ferme du château, avec une entrée voûtée et des armoiries, pourrait avoir été le château d'origine construit dans les années 1660. Le château actuel et un certain nombre de bâtiments datent du début des années 1820, après des restaurations de la famille Deschamps à la suite des destructions de la Révolution française.
Pendant la Seconde Guerre mondiale, le château faisait officiellement office de laiterie et de maison de repos pour des prostituées parisiennes. Cette couverture lui permit d'assurer un rôle officieux de premier ordre comme quartier général de la Résistance. Des pilotes alliés en fuite et un important dépôt d'armes y furent cachés. La découverte du dépôt par les Allemands entraîna l'assassinat du maire de Joué-du-Plain, ainsi qu'un crime non résolu, qui furent l'objet de deux enquêtes criminelles et d'un livre.

## Nom, points d'eau et première mention historique

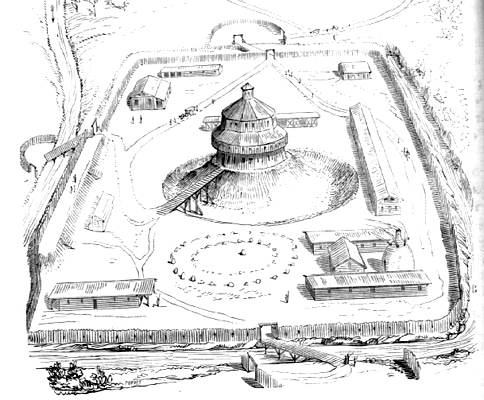
Restitution du XIXe siècle d'un château à motte.

Le château de la Motte tire son nom du petit talus boisé à côté de la maison actuelle, appelée motte (« motte de terre »). Le petit monticule est le vestige d'une motte castrale typiquement normande (aussi appelée motte féodale). Les mottes furent bâties dans toute la France et l'Europe du Xe siècle au début du XIIIe siècle donnant leur titre à de nombreux sites comme La Motte, Les Mottes, forêt de la Motte ou château de la Motte.

### Site et sources d'eau
Les mottes étaient régulièrement assises sur des sites d'anciennes villas romaines : les sources d'eau et les emplacements stratégiques étaient les mêmes aux deux époques. Bien que de nombreuses ruines de villas aient été trouvées à proximité, on ignore si ce site était occupé avant les Vikings, faute de fouilles archéologiques.
Le site comprenait alors un verger, une ferme ainsi que sept sources d'eau. Comme la plupart des châteaux et des mottes, l'eau était la principale considération pour l'y situer. Les puits et la gestion de l'eau étaient primordiaux depuis les temps anciens : la plupart des sources étaient contaminées or il était essentiel d'avoir suffisamment d'eau pour les animaux, même dans une Normandie pluvieuse. La pollution de l'eau était une source connue de maladie depuis l'Antiquité, bien que mal comprise:74, 90.
Au XVe siècle, alors que les châteaux perdaient leur fonction défensive, les douves remplissaient progressivement un rôle de prestige et d'esthétique tout en fournissant une utilité concrète : des élevages de poissons, source importante de protéines pour les paysans de l'époque:76.

### Première mention historique
Le château de la Motte est mentionné pour la première fois dans une lettre de Guillaume Lesor en 1217, demandant au roi de France de devenir vassal. Cette lettre fait suite à la défaite du roi Jean d'Angleterre (1199-1216) lors de la bataille de Bouvines en 1214, forçant le retrait anglais de Normandie.

## Évolution
Les premiers forts à motte furent construits pour défendre le pouvoir viking en Normandie tandis que les seigneurs du Maine au sud, et de Bretagne, à l'ouest, faisaient parfois irruption en force. L'Orne était la frontière normande la plus méridionale pendant une grande partie du Xe siècle. Elle était défendue par une série de mottes coordonnées,:28.
Les châteaux à motte castrale et à basse-cour sont généralement divisés en deux parties distinctes. Le tout entouré de douves humides ou sèches ainsi que d'une palissade en bois. Mais la première construction fut la motte, ou butte de terre, surmontée d'une tour en bois. La tour était une ultime défense en cas d'attaque, et parfois la résidence du seigneur. Le mur d'enceinte abritait des granges, des casernes, une forge, une chapelle et d'autres structures de soutien. Un pont amovible en bois reliait la tour à la cour et une seule porte fortifiée accueillait le visiteur franchissant les douves.
La motte liée au château de la Motte est certainement similaire à celle fouillée à proximité, à la Lande de Goult, près de Carrouges. Les archéologues y ont découvert une cour inférieure de 50 à 87 mètres de diamètre tandis que la motte possédait une base comprise entre 40 et 60 mètres. Le sommet aplati pour la tour s'élevait à une hauteur comprise entre 10 et 20 mètres pour 15 à 20 mètres de base:29.
Après la mort de Guillaume le Conquérant, ses fils ont relancé la fabrication de mottes dans la région pour consolider le pouvoir des châteaux de Falaise et d'Argentan, situés à proximité. Les seigneurs continuèrent de construire des châteaux à motte et à enceinte dans la région tout au long de l'anarchie féodale jusqu'au milieu du XIIe siècle. Ainsi, le château de la Motte trouve certainement son origine proche de l'année 1217.

### Tour et murs d'enceinte
Au XIe siècle, une grande tour de pierre (également appelée tour maîtresse) était parfois construite au-dessus d'une source d'eau et des bâtiments de soutien étaient accrochés à son mur circulaire. La pierre de ces structures était probablement de la pierre des champs non taillée. Toutefois, une grande partie des structures peuvent avoir été en bois, ou en acacia et en bois et non en pierre. Tout comme les mottes castrales, la plupart des murs extérieurs en bois auraient été recouverts d'un enduit pour réduire les risques d'incendie et les faire ressembler à des bâtiments en pierre.

### Ferme fortifiée
Au XIe siècle, le château de la Motte, comme la plupart des châteaux de l'époque, fut certainement une ferme, peut-être fortifiée au Moyen Âge. Par la suite le roi, ou le duc de Normandie, devait donner l'autorisation de construire des fortifications ; tours, douves et créneaux nécessitaient en effet des licences. Mais l'architecture rurale a évolué vers une fonction défensive avec des bâtiments en enclos, construits autour d'une cour avec de l'eau. Pour des raisons de sécurité, les murs extérieurs avaient peu de fenêtres, avec une entrée facile à défendre.
Une orientation prudente vers le sud, comme la plupart des architectures de campagne en France, a été conçue sur la côte atlantique, afin de bloquer les tempêtes du sud-ouest. Les actuelles dépendances protègent également le château des intempéries. Les murs entourant le domaine ont créé des microclimats, ainsi qu'une défense bienvenue : les murs et les toits des dépendances dévient les vents vers le haut, loin de la résidence,.
À son origine, la partie dédiée au logis seigneurial aurait été de conception modeste et perdura dans son état du XIe   au   XVIe siècle, même si le logis était qualifié de grande salle. La maison aurait eu au moins deux niveaux avec des rangements au rez-de-chaussée et une grande salle publique (l'aula) au premier étage, qui était la grande salle actuelle. Cette salle aurait été un centre judiciaire, politique et économique pour la communauté, ou paroisse (aujourd'hui commune). Elle était située près de l'entrée du parc du château. La chambre privée d'un seigneur (la camera) aurait été à une extrémité, avec une véritable intimité uniquement dans le grand lit à rideaux. La chapelle (la capella) se trouvait généralement à proximité ou dans la maison, mais aucun site n'est connu aujourd'hui.
Au Moyen Âge, la famille d'un seigneur se déplaçait généralement entre ses différentes terres et résidences, laissant l'entretien et la production agricole à un personnel présent en permanence sur le domaine. C'était une sorte de pique-nique obligatoire et perpétuel.
Une famille noble se composait d'une famille élargie de nombreux demi-frères et sœurs illégitimes, ainsi que des descendants des progénitures mixtes précédentes. Le statut de la mère déterminait les rôles dans la famille, avec de nombreux postes d'administratrices et de servantes. Des mariages stratégiques avec d'autres familles étaient recherchés pour défendre le pouvoir et asseoir le prestige de la famille. La fille d'un seigneur autre que sa femme reconnue pouvait également épouser un haut serviteur. Pour les fils issus de ces unions, on s'attendait à qu'ils quittent la famille pour servir dans d'autres seigneureries:21–29.
Un modeste château comptait alors entre 10 et 20 serviteurs : personnel de maison ou de ferme tels que les bergers ou les éleveurs de vaches laitières ainsi que les cuisiniers. La plupart des rémunérations n'étaient pas en monnaie mais en nature, comme la nourriture et les vêtements:14–21.
Quelle que soit la construction, il n'existait probablement pas de demeure confortable au château de la Motte jusqu'au début du XVIIe siècle. Le roi Henri IV visita d'ailleurs la région en 1579 mais séjourna dans une auberge à cinq kilomètres à Écouché, car il n'y avait pas de place convenable pour lui au château ou à proximité.
Sur l'inspiration de Versailles, les châteaux de chasse devinrent populaires en tant que retraites champêtres. Ces châteaux présentaient une architecture grandiose, de beaux jardins, des arbres majestueux et exotiques sélectionnés, des serres (orangeries) pour des odeurs et des épices luxuriantes et de grandes entrées. Une vue Google Earth du château révèle une ancienne ligne de haie, ou allée d'arbres, menant des portes du château actuel à la forêt de la Motte (bois de la motte).
Les tilleuls majestueux existants dans le domaine sont sans doute des originaux ou descendent directement de ceux plantés par les seigneurs précédents. Les tilleuls étaient très appréciés pour le prestige et la grandeur ainsi que l'ombre qu'ils apportent. Traditionnellement, ils étaient souvent plantés au centre des cours comme symboles de la haute justice:76.

### Ancienne orangerie
Le château possédait une remarquable orangerie, aujourd'hui détruite. Un bulletin de 1884 de la société d'archéologie du département de l'Orne précise : "le château de la Motte se distingue par son orangerie qui est une des plus belles de France après celle de l'empereur et des princes".

## Seigneurs, propriétaires et grands événements
La noblesse normande est née des amis fidèles ainsi que de la famille directe de Guillaume le Conquérant. À leur tour, leurs propres chevaliers et serviteurs devinrent des nobles mineurs (aussi qualifiés de petite noblesse), généralement des barons, ce qui combla avantageusement le besoin d'autorité et de gestion locales. Les premiers seigneurs du château la Motte firent probablement partie de ces nobles.
Les propriétaires connus et présentés sont tirés de la charte rattachée au château, qui était disponible au moment de la rédaction du livre, Histoire du bourg d'Écouché d'Alfred Caix en 1867.
- 1217 - domaine de Guillaume Lesor, première utilisation connue du nom du château dans une lettre demandant la vassalité au roi Philippe Auguste de France, après que le roi anglais Jean Sans Terre (1199-1216) ait perdu la bataille de Bouvines en 1214 et se soit retiré de Normandie.
- 1357 – La ville voisine d'Argentan est incendiée et pillée par les Anglais pendant la guerre de Cent Ans.
- 1417 - Lettre du 21 septembre de Fralin de la Motte demandant la protection du roi de France. C'était probablement le résultat de la deuxième invasion de la Normandie par le roi Henri V en juillet 1417 et de la chute de Caen à proximité le 8 septembre. La région est restée sous contrôle anglais jusqu'en 1449. Remarque : en ancien français, Fralin est un terme désignant un agriculteur d'une grande parcelle de terre.
- 1553 - Catherine Lelievre laisse le Château de la Motte à sa fille Françoise, qui épouse Balthazar de Villers et ils ont une fille Louise.
- 1554, 1586 et 1588 – La peste noire et plusieurs armées protestantes ravagent la région lors des guerres de religion.
- 1570 - Louise Balthazar épouse Jean de Bouquetot du Breuil-sur-Touque (1541-1611) Ils ont une fille Suzanne de Bouquetot.
- 1589 - Argentan soutient la "Ligue" catholique, mais les bourgeois ouvrent les portes de la ville au roi Henri IV de France, un protestant modéré et occasionnel.
- 1593 - Suzanne épouse Gabriel de Montgommery II (1565-1637) à Caen. Montgommery était seigneur de Lorges et de Courteilles (Eure), avec le mariage il devint le baron d'Écouché. Gabriel II, comme son célèbre père, avait été commandant des armées huguenotes (protestantes) opérant dans toute la Normandie. Son château familial principal était à Ducey, près du Mont Saint-Michel. Un traité en 1576 a pardonné à Montgommery et il a arrêté toute activité militaire avant son mariage.
- 1638 - La deuxième Peste noire frappe la moitié de la population d'Argentan.
- 1641 – Jaques de Montgommery, fils de Gabriel III, hérite du château de la Motte.
- 1654 - Catherine Cochon, du château d'Almenêches, et la veuve de Nicolas Ango, achètent le château de la Motte à Jaques de Montgommery.
- 1655 - Jean (ou Jacques), l'un des sept enfants Ango, épouse Marie Le Fèver de Lézeau et achète quatre fiefs partiels à Joué-du-Plain. Le Château s'appelait alors La Motte-Lézeau, nom que l'on retrouve sur le Plan de Cassini.
- 1700 - Âge d'or d'Argentan. La ville comptait 66 familles nobles et 3 dentelliers royaux.
- 1790 - La Révolution française – La population stagne à 6 000 personnes et aucune industrie. Seules 40 familles nobles sont restées. La Normandie n'a pris aucun parti fortement pendant le soulèvement.
- 1791, 15 avril - Jean-Baptiste IV Ango vend les domaines à Louis-Omer-Félicité Marquis d'Estampes pour 620 000 francs. En 1793, d'Estampes figure sur la liste des seigneurs ayant quitté le pays pour échapper à la Révolution et à la Terreur (1789-1793).
- 1819 - Louis-Charles-David Deschamps (1802-1865) achète le château de la Motte et sa famille y réside. Sa fille épouse Eugène Gabriel de Champrepus (1828–1892). Leur fils André hérita du château, ne se maria jamais et mourut au début de la Seconde Guerre mondiale.
- 1939 - Honoré Noel, propriétaire d'un café clos à Paris, rachète le château au neveu d'André de Champrepus. Le château servait de maison de campagne aux employés de Noël, la ferme était louée à un marchand d'animaux local, les bâtiments étaient loués à une école de banlieue parisienne, et les dépendances étaient louées à une laiterie, qui devint le centre de la Résistance dans la région. Le château a également été le centre de distribution des coupons de nourriture et d'essence pendant et après la guerre, jusqu'en 1950. Les Allemands occupent la ferme du château dans les derniers mois avant la Libération en août 1944.

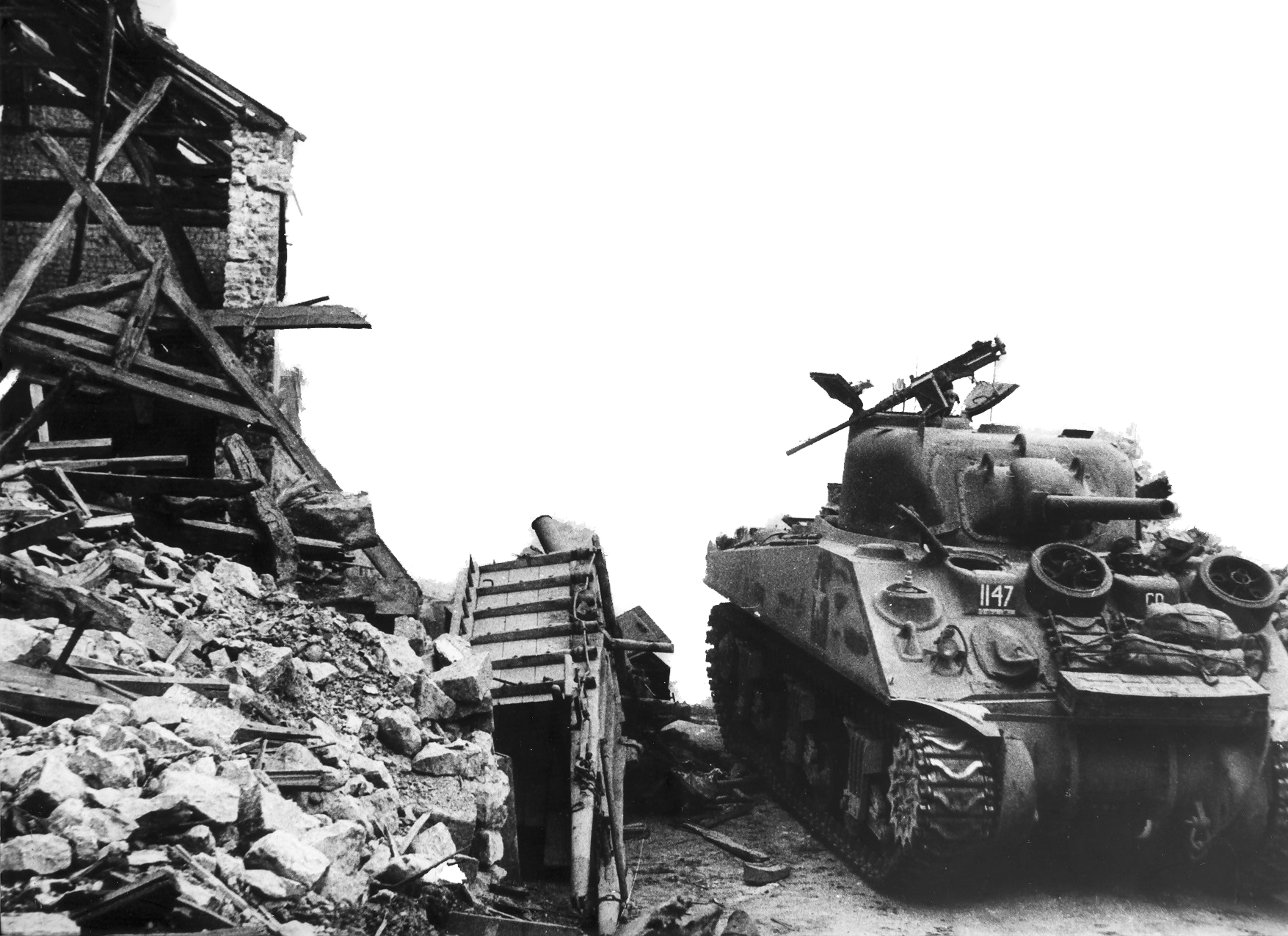
Les troupes françaises libres ont utilisé un char Sherman dans des combats de rue à Écouché.

- 1944 6 juin – 14 août – Bombardements et combats de rue détruisent 15 % d'Écouché et 85 % d'Argentan.
- 1968 - M. Faure, cadre de Peugeot, et son épouse achètent le château.
- 1988 – Rhoisin Beresford, réalisateur irlandais et ex-épouse du réalisateur australien Bruce Beresford, rachète La Motte et commence sa restauration. Le château reçoit la visite de célébrités comme Pierce Brosnan ou Mick Jagger La ferme du château est vendue à l'ancien gardien M. Boin, et le verger est vendu à un homme d'affaires hollandais.
- 2014 – Le propriétaire actuel rachète le château [17].

### Gabriel de Montgommery II
Le plus célèbre propriétaire du château fut sans conteste Gabriel de Montgommery II qui acquit le château par mariage. Son père, du même nom, était le commandant de la garde écossaise ; c'est lui qui tua accidentellement le roi Henri II de France lors d'un tournoi de joutes amical.
Le drame s'est produit lors d'une joute célébrant le traité de paix du Cateau-Cambrésis avec les Habsbourg, qui mit fin à la guerre d'Italie de 1551-1559, et un mariage de la fille du roi. Gabriel de Montgommery I (1530-1574) a tué le roi Henri II de France lorsque la lance éclatée de Montgommery a transpercé la visière du casque du roi et s'est enfoncée dans son visage.
Le roi a mis 10 jours à mourir, et bien que Montgommery ait été gracié deux fois du lit de mort du roi, il a fui le pays.

La mort du jeune roi ébranla l'Europe, et fit la réputation du pronostiqueur Nostradamus, dont les paroles récentes semblaient prédire l'événement.

CI, Q 35 Le jeune lion vaincra l'aîné,
sur le champ de combat en bataille unique.
Il percera ses yeux dans une cage d'or,
Deux forces une, alors il mourra d'une mort cruelle."

La première phrase a en fait été ajoutée beaucoup plus tard, mais les deux dernières lignes ont attiré l'attention du public.
Montgommery se convertit au protestantisme en Angleterre. Ironiquement, son travail en tant que commandant de la Garde écossaise en France consistait à rechercher les huguenots (protestants français) et à protéger la vie du roi. Il revient en France pour mener de nombreuses campagnes militaires dans les guerres de religion pour les protestants. Son fils, Gabriel de Montgommery II, et futur propriétaire du château de la Motte, est également devenu commandant protestant, avant et après la capture de son père lors d'un siège à Domfront et la décapitation qui a suivi.
Gabriel de Montgommery Ier, devenu une figure romantique liée à un livre attribué à Alexandre Dumas , Les Deux Dianes ; un film français ; et la tour Montgommery à la Conciergerie de Paris, où la reine Marie-Antoinette a été emprisonnée avant d'être guillotinée.
Le fils, Gabriel II, fut pardonné au traité de 1576, avant son mariage avec Suzanne de Bouquetot en 1593, fille du baron d'Écouché. Il devient ainsi le seigneur du château de la Motte.
Les Montgommery n'ont probablement pas ajouté de construction à La Motte, mais s'y rendirent souvent.

### Nicolas Ango
Un an après la mort de Nicolas Ango (1654), sa veuve achète le château de la Motte et entreprend la construction de la ferme. De nombreuses autres propriétés à Joué-du-Plain ont également été achetées, comme le manoir du XVIe siècle voisin du Haut Mesnil, afin de répondre aux exigences de l'acquisition du titre de marquis. Nicolas n'a pas pu obtenir le titre lui-même, il est allé à son fils, Jean-Baptiste après l'achat de la quantité de terrain requise. Le titre est resté avec celui qui possédait la terre par la suite.
Ces titres provenaient de la noblesse de robe, par opposition à l'ancienne aristocratie, comme Montgommery, qui se réclamaient de la noblesse d'épée, qui avaient souvent des titres remontant à Guillaume le Conquérant.
Nicolas Ango était un riche bourgeois, et conseiller du roi. La famille avait déjà construit l'hôtel particulier, face à l'église Saint-Germain à Argentan.
L'achat du titre de marquisat apporta des revenus au trésor royal épuisé de Louis XIV, mais Jean-Baptiste Ango gagna les faveurs du roi en rachetant et en fermant la propriété du temple huguenot à Joué-du-Plain. Louis XIV avait commencé le processus impopulaire d'application de la loi consistant à faire de chaque chrétien un catholique. L'action d'Ango a sauvé le roi d'un travail désagréable.
Jean-Baptiste Ango a épousé Marie Le Fevre de Lezeau, fille de Nicolas Le Fevre, conseiller au Parlement de Rouen. Sur le plan de Cassini du XVIIIe siècle, Marquis de la Motte-Ango était le titre du château.
La source de richesse de la famille Ango n'était pas claire ; il était peut-être avocat. De nombreux nouveaux riches se sont rapidement levés en tant que marchands, financiers, avocats et médecins pendant la guerre de Cent Ans et les guerres de religion, car de nombreux aristocrates masculins étaient morts. Louis XIV choisit ses serviteurs les plus sûrs parmi les bourgeois et les petits nobles qui montaient ; deux exemples étaient Vauban pour les fortifications et Colbert pour les finances. Les bourgeois étaient généralement définis comme des professionnels qui ne travaillaient pas de leurs mains.
De nouveaux seigneurs, comme les Ango, font revivre les idéaux de la vie à la campagne. Jean-Baptiste Ango construit ce qui sera la résidence principale vers 1700, et probablement ce qui perdure aujourd'hui de dépendances et des murs de La Motte.
Le fils, René-Philippe de la Motte-Ango, épousa Antoinette de Dame Pellevé Flers. Il devint seigneur du château de Flers après la mort prématurée de ses deux oncles ; le premier oncle d'un duel et le second d'une chute de cheval. L'imposant château de granit de Flers est proche du centre-ville et ouvert au public. Grâce à une gestion habile, la branche Flers de la famille est devenue l'une des plus riches de France.
Jean Baptiste Ango IV vendit le château juste avant le début de la Révolution française.

### L'affaire Voltaire
Les relations entre les Ango et Voltaire remontent à l'amitié de ce dernier pour la marquise de Bernières qu'il visita souvent. Il se lia d'amitié avec son neveu, le marquis Ango-Lézeau à qui il demandait de menus services et à qui il rendait visite lorsqu'il se trouvait sur Paris,. Il se rendit parfois au château de la Motte comme en 1734 où il écrit fort agacé "Toute la terre me persécute. Il n’y a pas jusqu’au petit marquis, c’est le petit Lézeau que je veux dire, qui se mêle de vouloir que j’aille à la messe, en cas que je vienne passer quelque temps dans les terres de ce seigneur". Voltaire, dont le profil contestataire lui fit passer une grande partie de sa vie en exil, notamment en Angleterre et en Prusse, était néanmoins propriétaire de terres et fut le créancier de nombreuses personnalités (dont le Duc de Wurtemberg). En 1733, Le jeune marquis avait pris de Voltaire dix-huit mille livres en rente viagère ; voltaire avait alors 39 ans. Le marquis fut contraint de la servir pendant quarante-cinq ans. Mais il fut fort peu entrain au paiement de son dû, et devint régulièrement le débiteur du philosophe. Le 20 avril 1737, Voltaire lui réclame 2 300 livres, le 23 février 1939, il lui réclame 1000 écus, dans une lettre du 10 octobre 1758, Voltaire se plaint d'une dette correspondant à 4 années de rente. C'est en 1741, qu'il cite pour la première fois la possibilité de saisir la terre du Marquis "et si je ne peux pas sur une sentence du Châtelet faire saisir en Normandie sa terre (...)". Il dénonce régulièrement la désinvolture du Marquis qu'il prend pour du mépris : "Si le marquis savait que j’ai acheté une belle comté, il redouterait ma puissance, et traiterait avec moi de couronne à couronne". Le 25 novembre 1758, depuis son château de Ferney, Voltaire remercie Pierre-Robert Le Cornier de Cideville d'avoir, avec insistance, demandé au Marquis Ango le paiement d'une dette qu'il prend pour affaire très sérieuse. Cette même année, Voltaire écrit qu'Ango lui a proposé de saisir le trésor royal et de ne lui payer qu'une année sur les quatre qu'il lui doit pour cause de l'engagement financier qu'il consent à l'effort de guerre. Avec facétie, Voltaire écrit à son ami :
"je bâtis une terre, non pas un marquisat comme Lamotte, non un palais comme le palais d’Ango, mais une maison commode et rustique, où j’entre, il est vrai, par deux tours entre lesquelles il ne tient qu’à moi d’avoir un pont-levis, car j’ai des mâchicoulis et des meurtrières ; et mes vassaux feront la guerre à Lamotte-Ango".
En 1759, il précise qu'il reçoit 1000 écus dudit marquis.

## Révolution française etXIXesiècle
À la Révolution, comme la plupart des châteaux, il fut probablement pillé mais pas incendié, comme le veut l'imaginaire populaire. Aucun document utile ne survit de l'époque. La Normandie n'était pas fortement partisane pendant la période. Un gérant intérimaire a vendu la pierre de la maison principale aux fermes voisines.
En 1820, l'éminente famille Deschamps achète le château et construit la maison existante, datée de 1821-22. La grange et la maison du verger ont des dates similaires gravées sur les entrées, indiquant une reconstruction substantielle par la famille.
André de Champrepus, le petit-fils du Deschamps d'origine, dont on se souvient comme pauvre, corpulent et célibataire, était le dernier marquis. Il est mort au déclenchement de la Seconde Guerre mondiale. Les habitants se souviennent avoir visité le corps présenté dans la tour du château, et le neveu payant toutes les taxes communales cette année-là, une coutume parmi la noblesse du Moyen Âge.

## Seconde Guerre mondiale
Honoré Jean Noel a acheté le château comme maison de repos pour ses employés. Il possédait un café clos, ou maison de prostitution, à Paris. L'entreprenant Noel avec sa femme et sa famille vivent au château, et ils louent les terres agricoles avec la plupart des bâtiments. Les habitants se souviennent qu'il y amenait ses jeunes femmes pour de courts séjours "pour se faire bronzer". Il a fourni des poneys et des charrettes à l'employé pour explorer le parc du château. Il possédait également deux cafés clos à Argentan. Les habitants l'appelaient Père Noel, et ils se souviennent de son accent provençal.
Émile Buffon, un homme bien aimé du pays qui devint bientôt maire de Joué-du-Plain, loua la ferme du château. Les maires ont la délicate tâche de négocier entre les revendications allemandes et les ressentiments locaux. Ce travail de maire a rendu la position plus difficile car il travaillait comme marchand d'animaux. Buffon devait rassembler les animaux de la ferme des fermiers locaux pour l'armée allemande, comme convenu dans le traité de la défaite française. Or, aucun agriculteur ne voulait abandonner ses meilleurs animaux pour des dîners nazis.
- Buffon sous-loue la ferme à un pensionnat de Coulombs, en Seine-et-Marne, car une vingtaine de jeunes filles âgées de 8 à 14 ans y sont scolarisées. Les filles ont évité les attentats à la bombe attendus et ont également beaucoup mieux mangé
- Les terres agricoles ont été louées aux agriculteurs locaux
- Noel a loué les deux dépendances à une laiterie à Jacques et Yvonne Bachelier. Le couple occupait les quartiers d'hiver des propriétaires du château, les appartements les plus proches de la demeure elle-même. Les employés de la laiterie vivaient au-dessus des écuries de la laiterie.
- Honoré Noel avec sa famille et ses femmes ont séjourné dans le château principal. Il a accepté le poste de secrétaire du maire, qui impliquait la distribution de coupons pour la nourriture et le carburant[32].

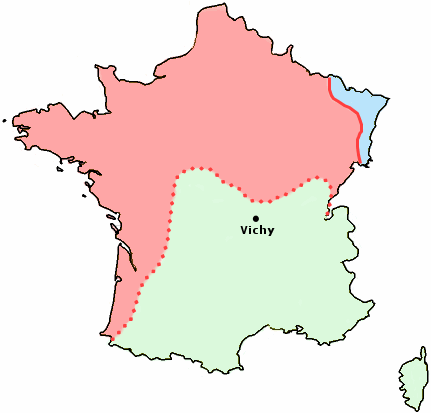
Découpage de la zone libre - France

Les Normands des campagnes mangeaient beaucoup mieux que les citadins pendant toute la guerre. Les Parisiens avant-gardistes ont conclu des accords avec les agriculteurs pour que des vivres soient envoyés chaque semaine par le train.
Les habitants savaient que les choses allaient changer. Avant 1944, l'Allemagne stationnait la plupart de ses troupes dans les villes et ignorait la campagne. La redoutable Gestapo, ou police intérieure nazie, n'est venue en force en Normandie qu'après janvier 1944. Jusque-là, la plupart des troupes stationnées en France étaient plus âgées ou inaptes au combat. Lorsque les soldats sont partis, ils ont averti les Français locaux que leurs remplaçants ne seraient pas comme eux. Au lieu de cela, les remplaçants seraient jeunes, intensément endoctrinés dans l'idéologie nazie et brutalement aguerris par les combats sur le front russe. C'étaient les Waffen SS.
Dans les jours qui ont précédé le jour J en Europe, les batailles aériennes dans les nuages normands sont devenues plus courantes. Les Alliés avaient besoin de pilotes expérimentés. Les aviateurs qui ont survécu à l'abattage ont tout mis en œuvre pour entrer en contact avec les forces de la Résistance. Avec l'aide française, les pilotes devaient traverser la France vers l'Espagne neutre afin de retourner en Grande-Bretagne pour voler et combattre à nouveau.
Le 30 avril 1944, Charles Moore faisait voler son P-51 Mustang après avoir escorté des bombardiers au-dessus de l'Allemagne lorsque quatre chasseurs Messerschmitt 109 ont attaqué. Il a cru s'être échappé, mais s'est rendu compte qu'il perdait de l'altitude. Il a sauté de son avion plongeant au-dessus d'Écouché. Madame Cavelot, alors écolière, se souvient avoir vu son parachute flotter au-dessus de la campagne et un camion chargé de soldats allemands pour le ramener. Deux jeunes garçons français l'ont trouvé quelques instants avant les soldats et l'ont conduit à la Résistance.

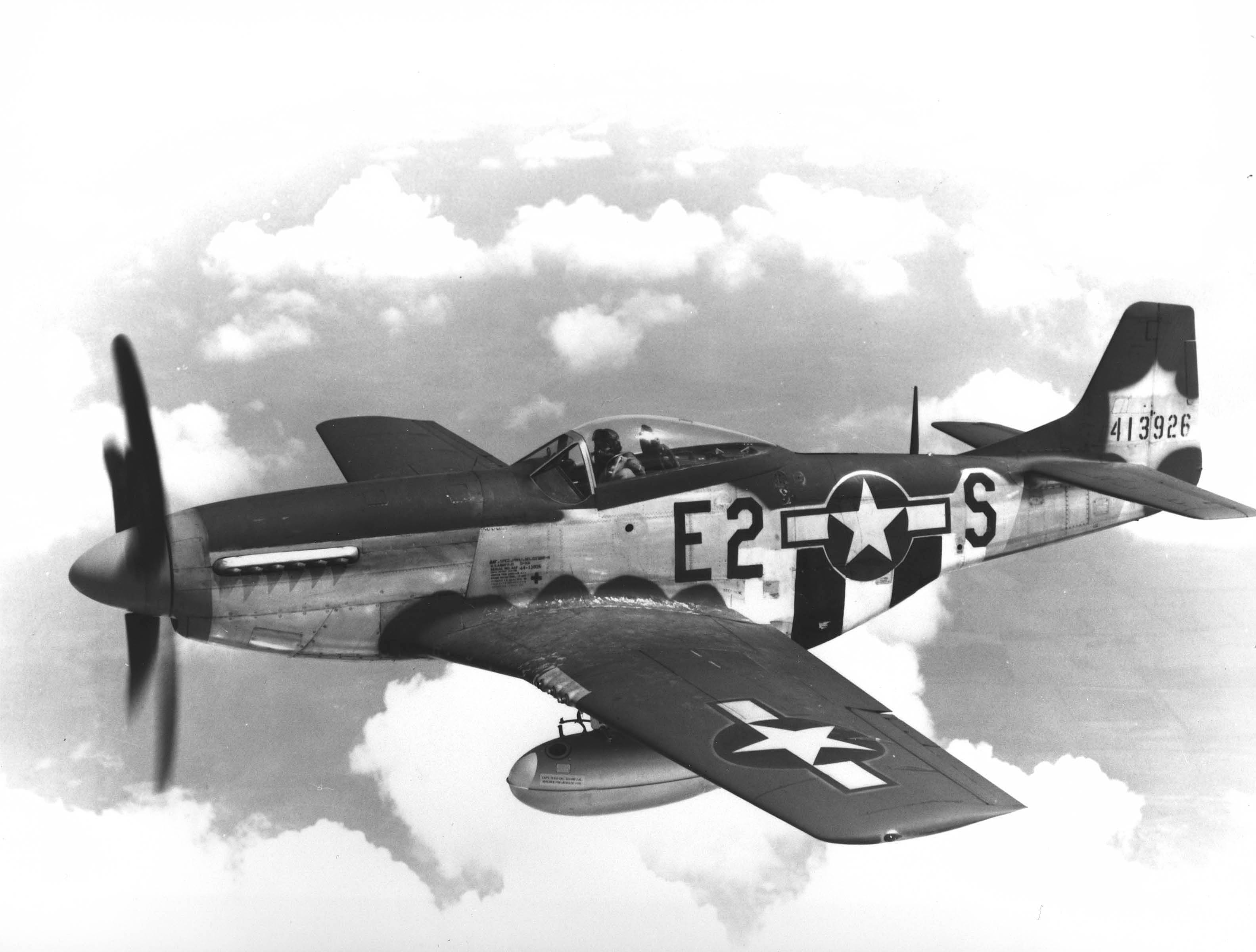
Un P-51 Mustang du type piloté par Moore

Moore a rappelé plus tard qu'il ne connaissait pas tous les endroits où il s'était caché avec la Résistance, mais des mémoires d'après-guerre indiquaient qu'il était resté au château de la Motte. D'autres l'ont probablement fait aussi, mais aucun document n'a survécu indiquant qui. Il se souvient avoir été introduit clandestinement dans une nouvelle cachette par Denise Bachelier (sœur du propriétaire laitier et résistant Jacques Bachelier). Elle est rentrée chez elle et a trouvé des Allemands qui l'attendaient. C'était le 21 mai.
Denise Bachelier était entrée dans l'un des mystères et des tragédies durables de Joué-du-Plain pendant la Seconde Guerre mondiale, et le sujet d'un livre et de deux enquêtes. C'était une tragédie pour elle aussi ; les Allemands l'ont envoyée avec son jeune frère de 18 ans dans des camps de concentration, et il est mort peu de temps après avoir été libéré.

### La résistance
Le château de la Motte était un dépôt d'armes pour la Résistance, mais sa découverte par les nazis a valu une accusation de collaboration au maire de Joué-du-Plain. Son assassinat a suivi, peut-être ordonné par son frère. Les événements ont eu lieu dans et autour du château de la Motte.
Le jour de l'assassinat du maire, le 16 juillet, juste avant l'aube, un chasseur allemand Messerschmitt 109 s'écrasa dans le grand étang du château de la Motte. Le pilote, Haibt Oswald, est décédé sur le coup.
L'accident a illustré la situation désespérée à laquelle l'armée d'occupation était confrontée. Le caporal Oswald était basé près de Chartres. Il est mort avec deux autres abattus ce jour-là par son groupe en infériorité numérique et en carburant. Non seulement, il est mort lors de sa première mission de combat, mais il n'avait probablement que quatre heures d'expérience de vol totale. Les pénuries de carburant allemandes signifiaient qu'il n'y avait pas de carburant pour s'entraîner.
Dans ce même combat aérien, le Canadien Michael O'Kelly était une victime de la Royal Air Force britannique. Il est le seul soldat allié au cimetière d'Écouché.
Les Alliés du général George Patton se sont approchés par le sud, mais les occupants allemands ont poursuivi l'oppression locale, en gérant un retrait à travers le Rhin pour monter une défense finale.
Après avoir trouvé le dépôt d'armes, les Allemands occupent le château avec des soldats vivant dans la ferme et des officiers dans la maison principale. Les Allemands installent une boulangerie sur le terrain de la ferme du château.
M. Noel a continué à distribuer des coupons de rationnement pendant plusieurs années après la guerre, alors que les pénuries se poursuivaient. Le fils de Noel et certaines des employées ont suivi les armées alliées en Allemagne. L'école des filles ferma et l'institutrice partit rejoindre son petit ami allemand en Allemagne.

## Après la Seconde Guerre mondiale
En 1974, Faure, ingénieur Peugeot, rachète La Motte avec sa femme et leur fils.
En 1986, après la mort de Faure, Rhoisin Beresford, un réalisateur irlandais et ex-épouse de Bruce Beresford a acheté le château au fils de l'ancien propriétaire. Beresford était le réalisateur renommé de Miss Daisy et son chauffeur et Tendres Passions. En raison de ses liens médiatiques, de nombreuses personnalités du cinéma sont passés par la Motte comme Pierce Brosnan, Mick Jagger, ou Milla Jovovich, l'héroïne du film Jeanne d'Arc sorti en 1999 et tourné à Sées, tout proche.
Le 26 décembre 1999, le château a subi d'importants dégâts d'arbres lors de la tempête Lothar. La majorité des arbres patrimoniaux restants (à l'exception notable des tilleuls) de la plantation du château du XVIIIe siècle ont été perdus.
En 2014, l'actuel propriétaire rachète La Motte.

## Galerie

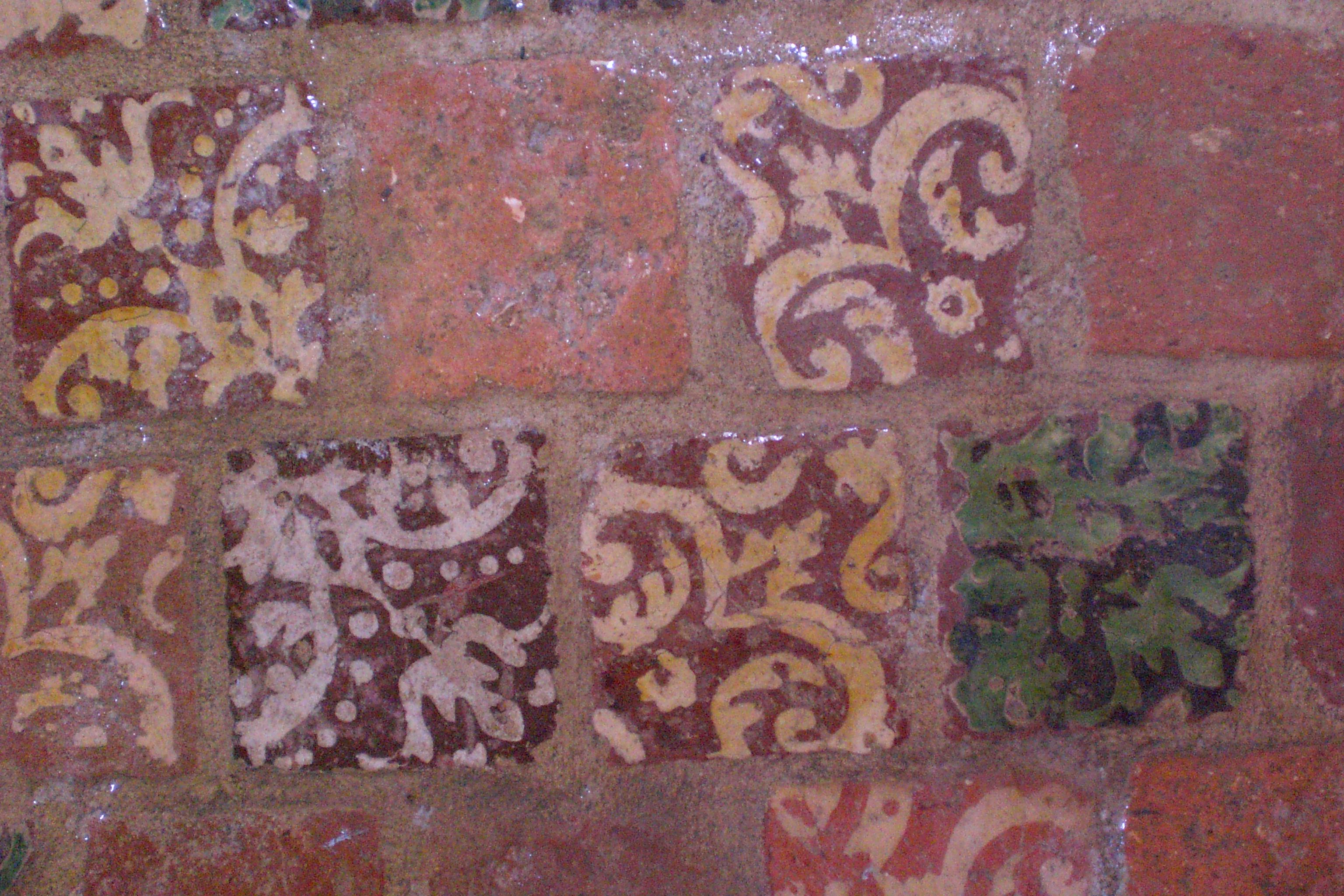
Tuile médiévale.
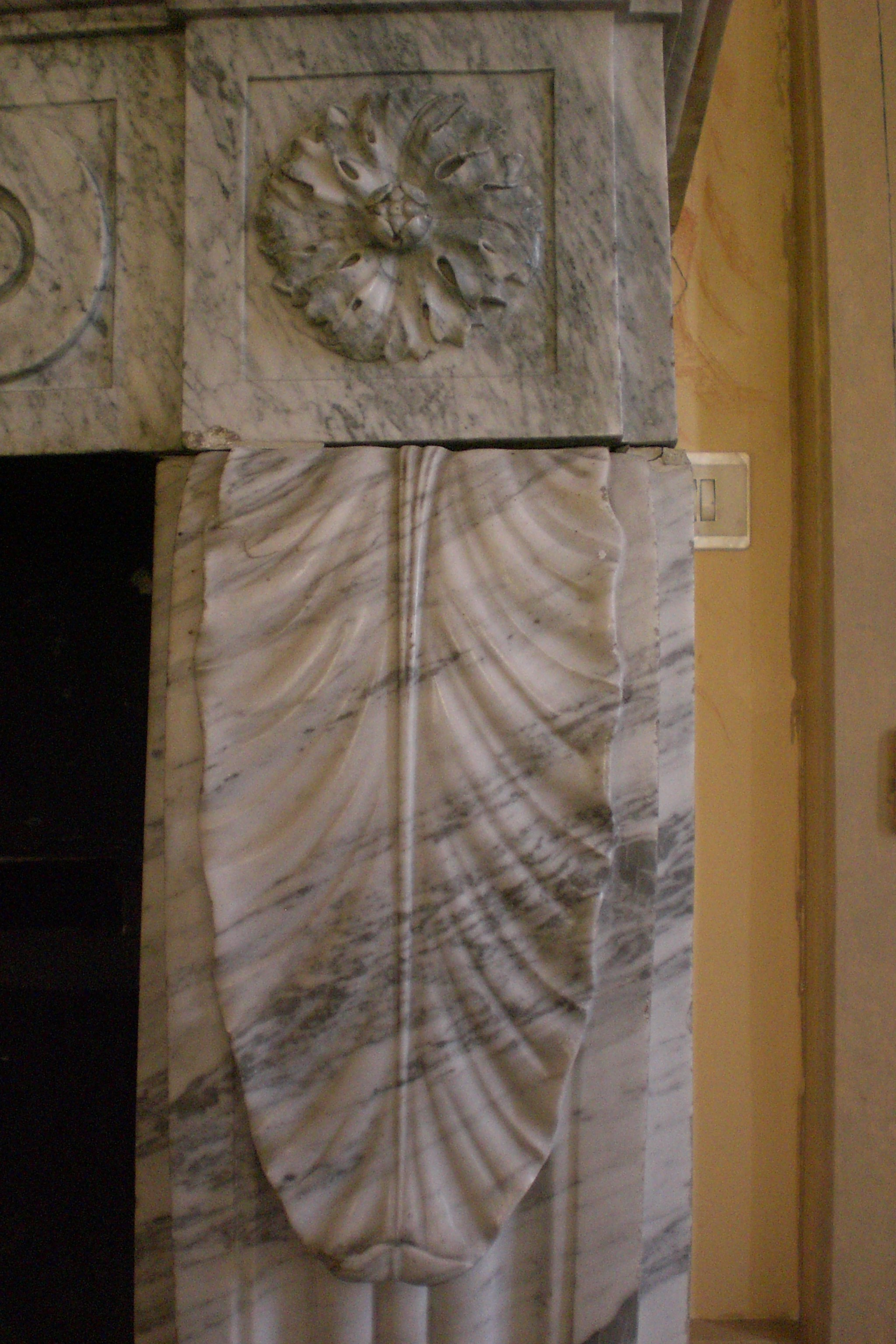
Détail du manteau de la cheminée.
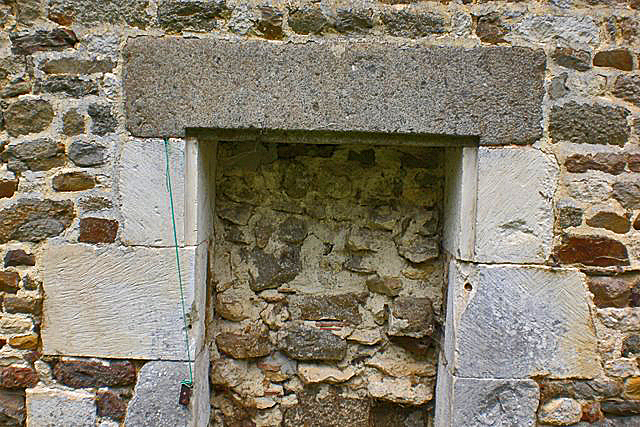
Porte de grange exceptionnellement belle.
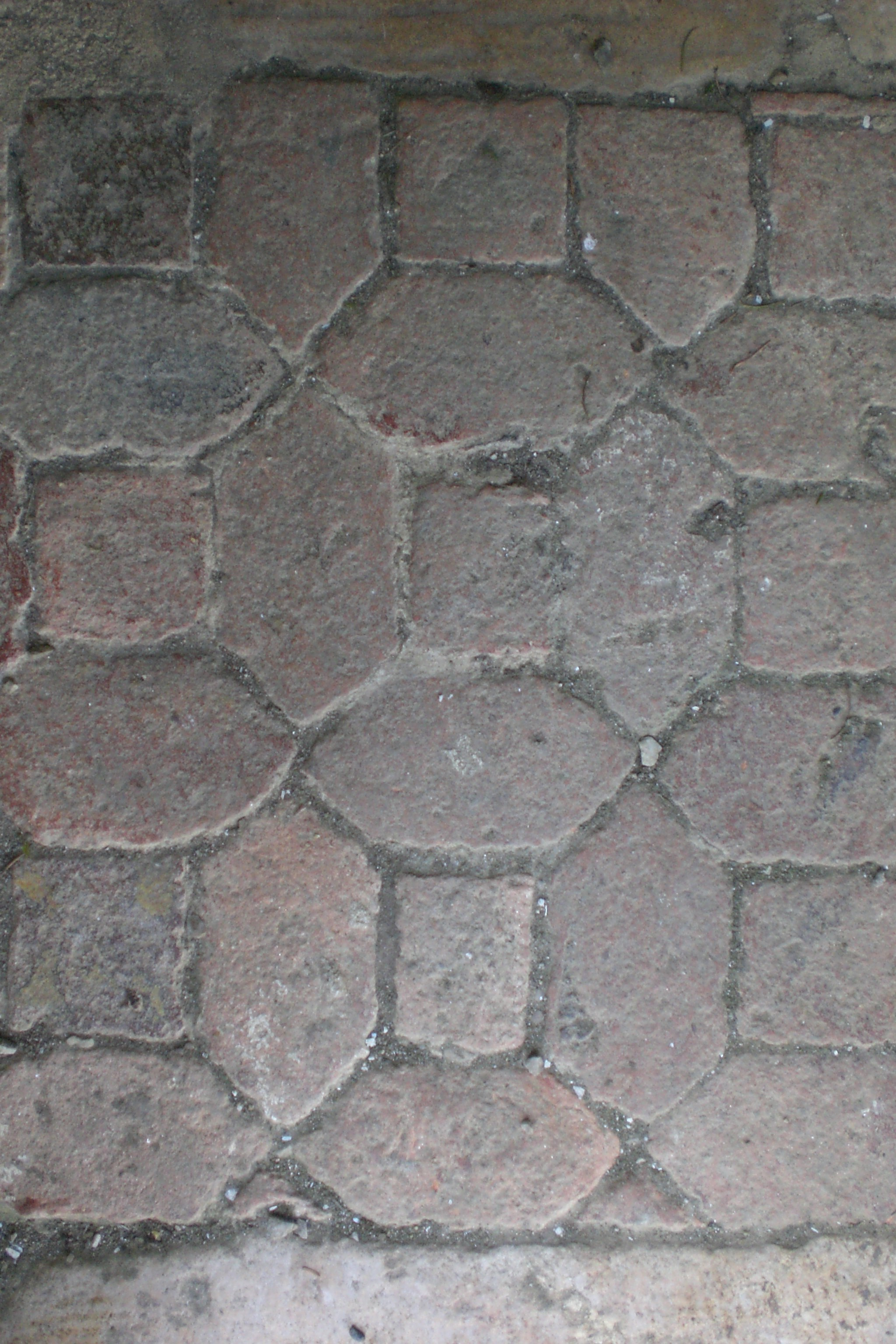
Tuile de l'orangerie.
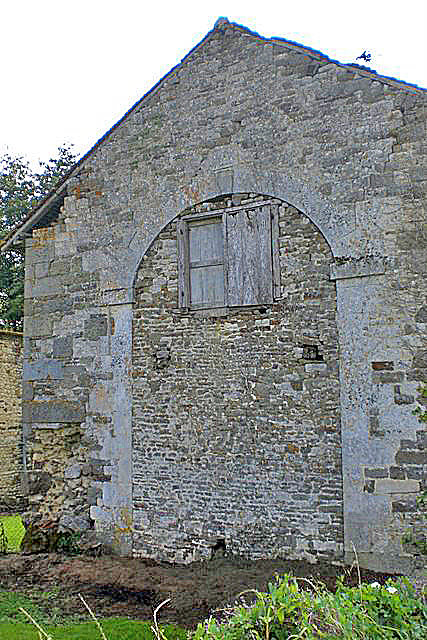
Porte de grange.
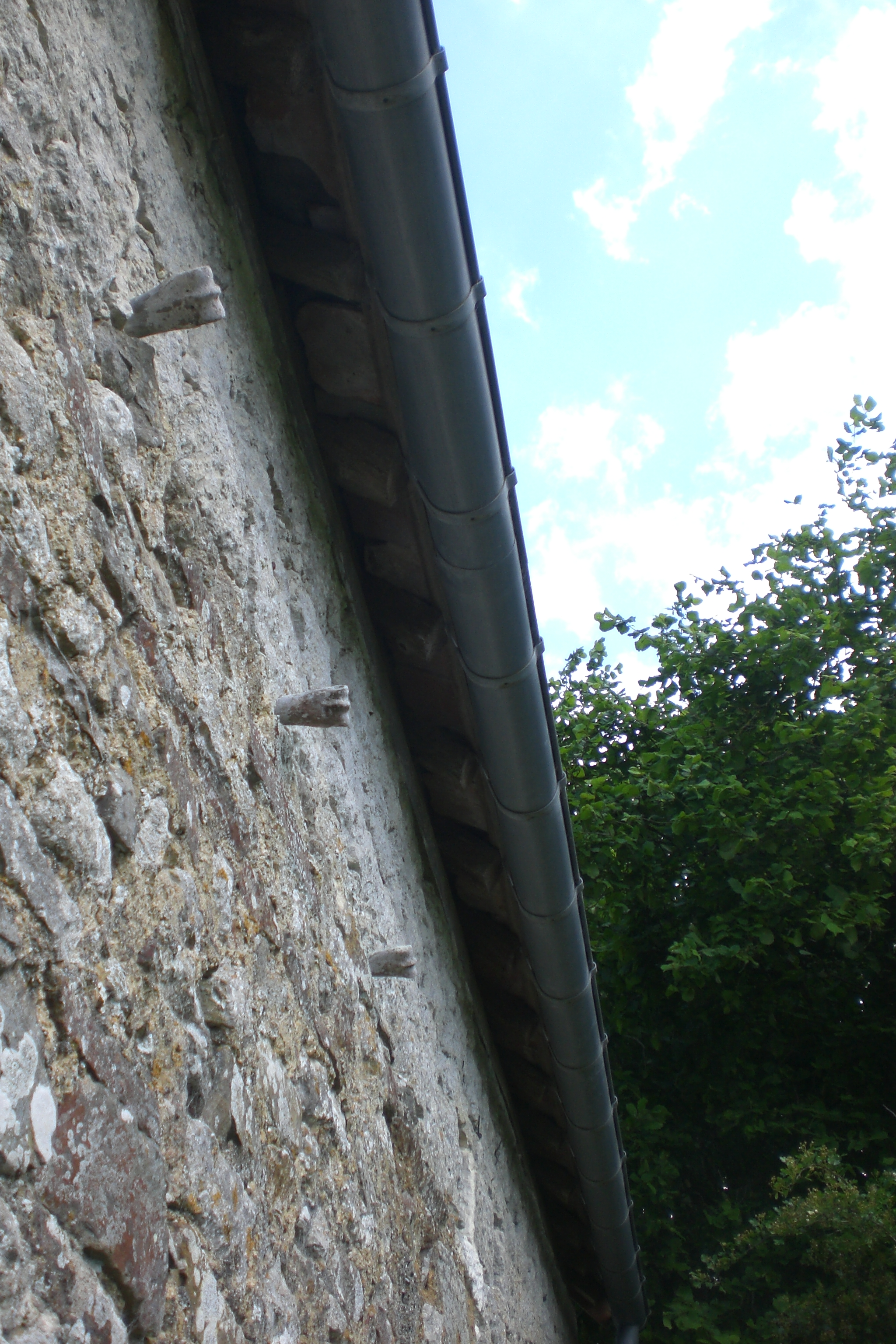
Mur d'os de mouton.
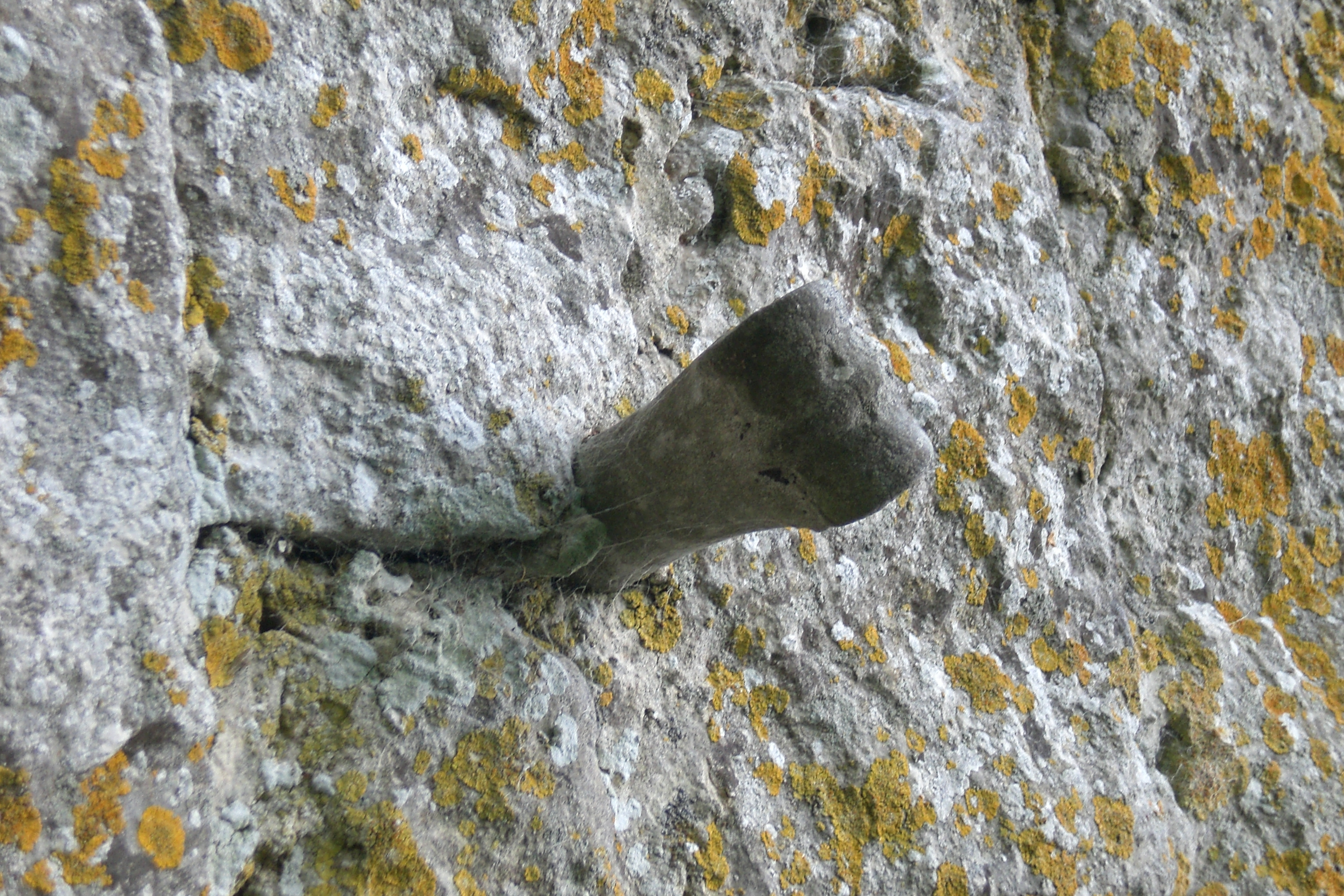
Os de mouton incrusté dans le mur pour soutenir les vignes. La Normandie faisait autrefois des vignobles pauvres. Les os ont été utilisés à la place du bois ou du fer parce que le bois pourri et le métal rouille et tache la pierre, ce que ne fait pas l'os.